# Bello e impossibile
Bello e impossibile è una canzone della cantautrice italiana Gianna Nannini, primo singolo estratto dall'album Profumo pubblicato nel 1986.

## Descrizione
La canzone, scritta dalla Nannini e da Fabio Pianigiani, ottenne un notevole successo in Italia, entrando nella top 20 dei singoli più venduti il 27 settembre 1986. e rimanendo in classifica fino a fine gennaio 1987 per quasi sei mesi. Tutt'oggi il brano è uno dei maggiori successi e dei brani più celebri della Nannini.
In un articolo della Gazzetta dello Sport apparso in occasione della morte dell' ex pugile bergamasco Angelo Rottoli, deceduto a causa del COVID-19, si ipotizzò che fosse lui il "bello e impossibile" della canzone della Nannini che rimase da lui colpita dopo averlo incontrato tanto da prenderlo come ispirazione per quello che sarà uno dei suoi maggiori successi.
Il videoclip è stato diretto da Rudi Dolezal e Hannes Rossacher (già attivi con nomi quali Freddie Mercury, Frank Zappa, David Bowie, Michael Jackson e Bruce Springsteen) della DoRo Productions e vede Nannini andare in giro in periferia in guida di un camion, ritrovandosi in un'officina con al lavoro donne operaie e uomini riconducenti al modello estetico del brano, a volte anche prossime a mescolarsi in maniera fluida.

## Tracce
1. Bello e impossibile – 4:44
2. Vampiro canzone – 1:50

## Classifiche
| Classifica (1986) | Posizione massima |
| ----------------- | ----------------- |
| Austria           | 7                 |
| Svizzera          | 7                 |
| Italia            | 2                 |
| Classifica (2007) | Posizione massima |
| Italia            | 27                |

### Classifiche di fine anno
| Classifica (1986) | Posizione |
| ----------------- | --------- |
| Italia            | 8         |